# سيدتي الأمين
سيدتي الأمين (بالإنجليزية: Madam Secretary)‏ هو مسلسل درامي أميركي تم بثه على سي بي إس منذ 21 سبتمبر 2014.

## روابط خارجية
- سيدتي الأمين على موقع IMDb (الإنجليزية)
- سيدتي الأمين على موقع ميتاكريتيك (الإنجليزية)
- سيدتي الأمين على موقع روتن توميتوز (الإنجليزية)
- سيدتي الأمين على موقع كينوبويسك (الروسية)
- سيدتي الأمين على موقع ألو سيني (الفرنسية)
- سيدتي الأمين على موقع قاعدة بيانات الفيلم (الإنجليزية)